# Kotlina Jeleniogórska

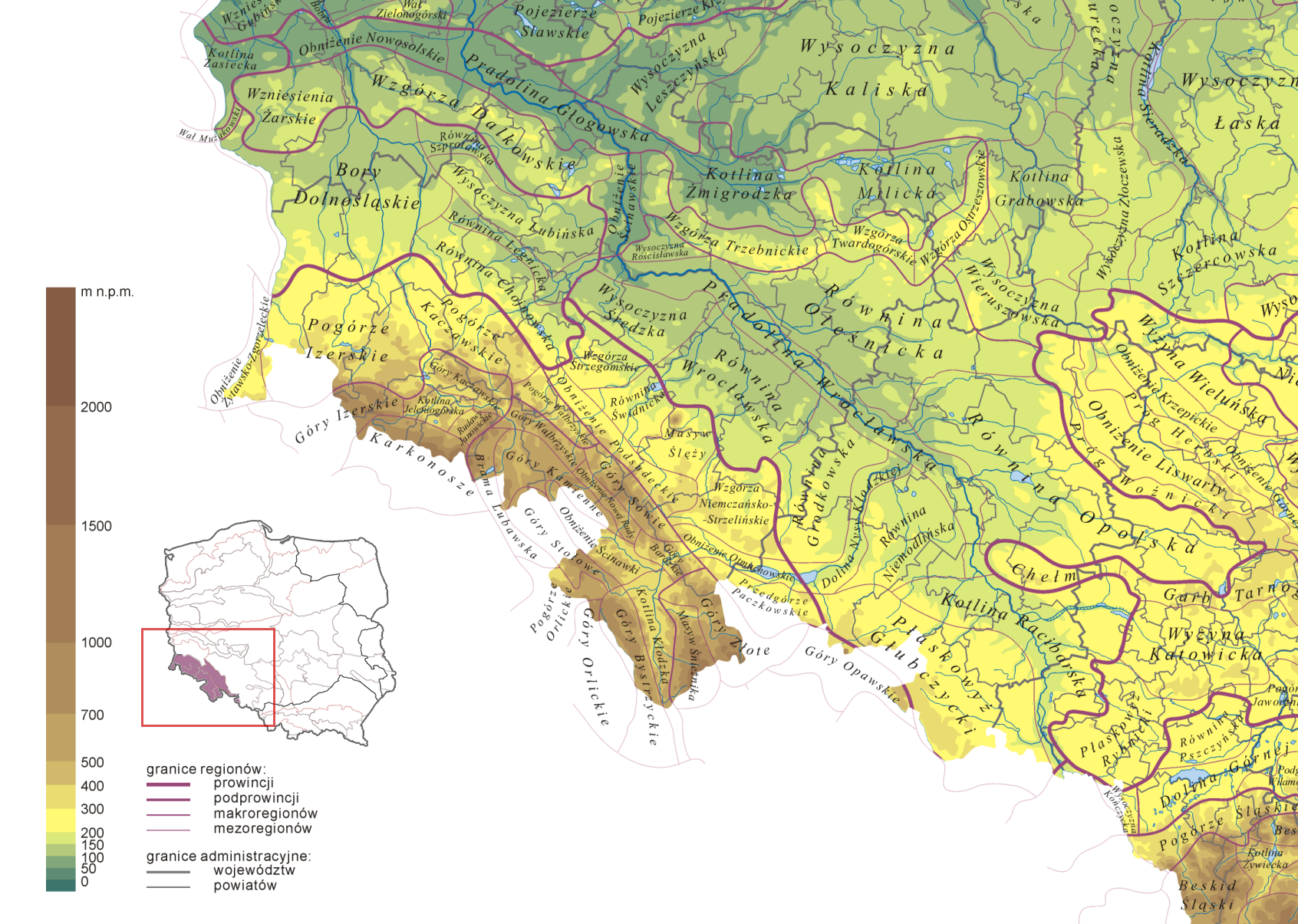
Regiony Kondrackiego-hipsometria, Sudety, Kotlina Jeleniogórska

Kotlina Jeleniogórska (niem. Hirschberger Tal) (332.36) – mezoregion fizycznogeograficzny w południowo-zachodniej Polsce w województwie dolnośląskim w Sudetach Zachodnich. Łączna powierzchnia regionu 273 km². Rozległe obniżenie śródgórskie ograniczone od północy Górami Kaczawskimi, od wschodu Rudawami Janowickimi, od południa Karkonoszami, od zachodu Górami Izerskimi i Pogórzem Izerskim.

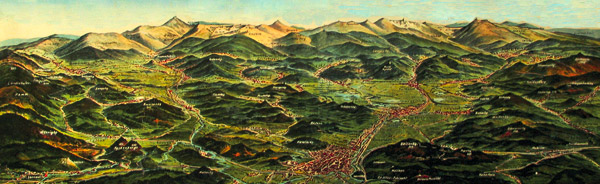
Panorama Kotliny Jeleniogórskiej z 1930 roku

Granica południowa jest w miarę wyraźna, przebiega w miejscu gwałtownego załamania stoku Karkonoszy a ściślej Pogórza Karkonoskiego. Granica północno-zachodnia jest bardzo wyraźna, biegnie wzdłuż załamania stoku Pogórza Izerskiego. Pokrywa się ona z granicą geologiczną, oddzielającą granitoidowy masyw karkonoski od bloku izerskiego zbudowanego ze skał metamorficznych. Naturalną granicę Kotliny Jeleniogórskiej tworzą na północnym wschodzie Wzgórza Dziwiszowskie, na wschodzie zaś Wzgórza Karpnickie.

## Podział geograficzny
Na Kotlinę Jeleniogórską składa się kilka mniejszych jednostek fizjograficznych. Wyróżnia się tu następujące mikroregiony:
- Obniżenie Jeleniej Góry
- Obniżenie Sobieszowskie
- Wzgórza Łomnickie
- Obniżenie Mysłakowickie
- Wzgórza Karpnickie
- Wzgórza Dziwiszowskie

W północnej części regionu rozciąga się Obniżenie Jeleniej Góry. Na południowym zachodzie leży Obniżenie Sobieszowskie. Dalej w kierunku wschodnim rozpościerają się Wzgórza Łomnickie i Obniżenie Mysłakowickie.
Niektórzy do Kotliny Jeleniogórskiej włączają część Pogórza Izerskiego do linii rzeki Kamienicy, czyli Obniżenie Starej Kamienicy i Wysoczyznę Rybnicy.
Większość badaczy Wzgórza Karpnickie zalicza do Rudaw Janowickich.

## Budowa geologiczna
Kotlina Jeleniogórska stanowi fragment bloku karkonosko-izerskiego, a dokładniej masywu karkonoskiego. Podłoże Kotliny Jeleniogórskiej budują głównie granity karkonoskie, które przed 300 mln lat wtargnęły w tło skał starszych, tworzących ich geologiczną osłonę. W wielu miejscach wystają skałki zbudowane z granitów, będące wynikiem selektywnego wietrzenia skał. Natomiast powierzchnię kotliny pokrywają utwory wieku plejstoceńskiego: gliny, piaski, żwiry.

### Geneza
Kotlina Jeleniogórska jest ograniczona od północy, od Gór Kaczawskich uskokiem śródsudeckim, również od południa, od  Karkonoszy, a właściwie od Pogórza Karkonoskiego, oddziela ją strefa uskokowa. Granica wschodnia, z Rudawami Janowickimi jest nie wyjaśnionej, być może tektonicznej genezy, natomiast granica zachodnia, z Pogórzem Izerskim ma charakter denudacyjny – na zachód od Kotliny Jeleniogórskiej (Obniżenie Starej Kamienicy i Wysoczyzna Rybnicy) podłoże budują gnejsy i granitognejsy oraz łupki łyszczykowe, które są mniej podatne na erozję niż granity występujące w Kotlinie.

## Roślinność
Pierwotna szata roślinna uległa całkowitemu przekształceniu wskutek rolniczej działalności człowieka, jedynie miejscami na szczytach wzgórz oraz w dolinach rzek i potoków zachowały się niewielkie lasy. Silnie rozwinięte osadnictwo. Na miejscu torfowisk oraz podmokłych łąk i pastwisk powstał zespół stawów rybnych oraz Zbiornik Sosnówka.

## Literatura
- J. Kondracki: Geografia regionalna Polski, Wyd. Nauk. PWN; Warszawa, 2002 r., ISBN 83-01-13897-1
- Mapa topograficzna Polski: Dziwiszów M-33-44-B-a-3, Wyd. Główny Urząd Geodezji i Kartografii, Warszawa 1998 r., ISBN 83-7170-813-0
- Marek Staffa: Wędrówka przez Sudety Zachodnie T. 2 (Przewodnik turystyczny), Wyd. PTTK „KRAJ”, Warszawa Kraków, ISBN 83-00-00475-0